# بلک آلیس (کمیک)
بلک آلیس (به انگلیسی: Black Alice) با نام اصلی لری زکلین (به انگلیسی: Lori Zechlin)، یک شخصیت خیالی در کتاب‌های کامیک آمریکایی منتشر شده توسط دی‌سی کامیکس است. این شخصیت توسط گیل سیمون و جو پرادو خلق شده‌است که برای اولین بار در شمارهٔ ۷۶ پرندگان شکاری (ژانویه ۲۰۰۵) حضور پیدا کرد. او از قدرت‌های جادویی‌اش برای شکار فروشندگان مواد مخدر در محل زندگی خود دیتون، اوهایو استفاده می‌کند.

## زندگی‌نامه ساختگی شخصیت
لری زکلین یک نوجوان بود که به همراه پدر و مادر معتاد خود زندگی می‌کرد. در یکی از روزها که در مدرسه بود، مادر لری شرم سار و خجالت زده می‌شود از اینکه معتاد است و تصمیم میگیرد خودش را در استخر غرق کند. وقتی لری از مدرسه می‌آید با این صحنه مواجه می‌شود (در همان روز به قدرت‌های خودش پی می‌برد که دزیدن قدرت‌های جادویی است) ناراحت می‌شود و افت تحصیلی می‌کند. پدرش هم افسرده می‌شود ولی با این وجود سعی می‌کنند یک پدر نمونه برای او باشد.
سپس در باربارا گوردون در گاتهام سیتی متوجه می‌شود که لری قدرت فرابشری دارد (ولی او نمی‌داند چه قدرتی دارد)، از این رو هانترس را مأمور می‌کند تا نقش معلم لری را بازی کند و از او اطلاعات بدست آورد و هم بخاطر مرگ مادرش به او دلداری بدهد، و بلک کنیری را مأمور می‌کند تا بفهمد که او چه قدرتی دارد و این مقدمه‌ای است برای حضور او در کمیک‌های پرندگان شکاری.